# الجوهر المكنون
الجوهر المكنون في صدف الثلاثة الفنون هو نظم في علم البلاغة الثلاث: علم المعاني وعلم البيان وعلم البديع؛ نظمه عبد الرحمن الصغير الأخضري في القرن العاشر هجري.